# Ростуща
Ростýща — проміжна залізнична станція 3-го класу Запорізької дирекції Придніпровської залізниці на неелектрифікованій лінії Запоріжжя II — Пологи між станціями Передатна (5 км) та Лежине (5 км). Розташована в селищі Ростуще Запорізького району Запорізької області.

## Історія
Станція відкрита 1951 року.
У 1995 році була проведена електрифікація від станції Передатна до станції Ростуща. З електрифікацією даної дільниці призначався приміський електропоїзд сполученням Запоріжжя II — Ростуща.
Наприкінці 1999 року електрифікований перегін Ростуща — Кирпотине, подовжено маршрут руху приміського електропоїзда до станції Кирпотине, який курсував до листопада 2011 року.
28 грудня 2018 року в. о. голови правління «Укрзалізниці» Євген Кравцов офіційно відкрив після капітального ремонту рух поїздів залізничним мостом через річку Мокра Московка на перегоні Передатна — Ростуща. Оновленим мостом почали курсувати вантажні поїзди зі швидкістю 80-100 км/год, а не до 40 км/год, як це було майже чотири попередні десятиліття. Завдяки оновленню мосту прискорений оборот тяги і навантажувальних ресурсів, підвищена безпека руху на маріупольському напрямку. Фахівці Дніпровського мостобудівного поїзда провели демонтаж дефектних прогонів та їх заміну на нові за допомогою двох відбудовних кранів ЕДК-2000, один з яких спирався на тимчасові металеві опори, які були зведені з обох боків мосту. Бетонні опори під нові прогони попередньо наростили на необхідну висоту, згодом кранами встановлено на ці опори заздалегідь зібрані металеві конструкції вагою 132 тонни кожна. По закінченні монтажних робіт на мосту поклали залізобетонні плити безбаластного мостового полотна, повністю відновили залізничну інфраструктуру (контактну мережу, перильне огородження, пішохідні плити). Був виконаний також середній ремонт колії на підходах до мосту.

## Пасажирське сполучення
До повномасштабного російського вторгнення в Україну на станції щоденно зупинялися дві пари приміські поїзди сполученням Запоріжжя — Пологи:
| Рух поїздів по станції Ростуща (до 24 лютого 2022 року) |                       |                          |
| №                                                       | Маршрут сполучення    | Періодичність курсування |
| 6841                                                    | Пологи — Запоріжжя II | Щоденно                  |
| 6844                                                    | Запоріжжя II — Пологи | Щоденно                  |
| 6849                                                    | Пологи — Запоріжжя II | Щоденно                  |
| 6852                                                    | Запоріжжя I — Пологи  | Щоденно                  |